# Chrysolepis
Chrysolepis é um pequeno gênero de plantas da família Fagaceae, endêmica do oeste dos Estados Unidos. Suas duas espécies têm o nome comum de chinquapin. O gênero ocorre do oeste de Washington ao sul até as Cordilheiras Transversais no sul da Califórnia e a leste em Nevada.

## Descrição
Chrysolepis são árvores e arbustos perenes com folhas simples e inteiras (sem dentes) com uma densa camada de escamas douradas na parte inferior e uma camada mais fina na parte superior; as folhas persistem por 3-4 anos antes de cair.
A fruta é uma cúpula densamente espinhosa contendo 1-3 nozes doces e comestíveis, comidas pelos povos indígenas . A fruta também fornece comida para esquilos.
Chrysolepis está relacionado ao gênero subtropical do sudeste asiático Castanopsis (no qual foi anteriormente incluído), mas difere pelas nozes serem triangulares e totalmente fechadas em uma cúpula seccionada e por terem amentilhos bissexuais. Chrysolepis também difere de outro gênero aliado Castanea (castanhas), em nozes que levam de 14 a 16 meses para amadurecer (3 a 5 meses em Castanea), folhas perenes e brotos com um botão terminal.

### Espécies
Existem duas espécies de Chrysolepis - Chrysolepis chrysophylla e Chrysolepis sempervirens - que, como muitas espécies dos gêneros relacionados de Castanopsis e Castanea, são chamadas de chinquapin, também escrito "chinkapin".
| Imagem | Nome                     | Nome comum                               | Descrição | Distribuição |
| ------ | ------------------------ | ---------------------------------------- | --- | --- |
|        | Chrysolepis chrysophylla | chinquapin dourado ou chinquapin gigante | Uma árvore atingindo 20–40 m (66–131 ft) de altura, ou às vezes um arbusto de 3 a 3–10 m (9.8–32.8 ft) de altura. Chrysolepis chrysophylla cresce em altitudes mais baixas do que C. sempervirens, do nível do mar a 1,500 m (4,900 ft), raramente 2,000 m (6,600 ft) . As folhas são 6–12 cm (2.4–4.7 in) comprimento, com um ápice agudo (pontiagudo). A casca é grossa e áspera. | Ocorre em áreas costeiras da Costa do Pacífico, de Washington, perto de Seattle, ao sul, até a área de San Luis Obispo, na Califórnia Coast Ranges . Há também uma pequena distribuição populacional disjunta no norte de Sierra Nevada a leste do Vale do Sacramento |
|        | Chrysolepis sempervirens | chinquapin de arbusto                    | Um arbusto de apenas 1–2 m (3.3–6.6 ft) de altura. Chrysolepis sempervirens cresce principalmente em altitudes elevadas, 1,000–3,000 m (3,300–9,800 ft) altitude. As folhas são menores, 4–8 cm (1.6–3.1 in) comprimento, com um ápice obtuso (pontiagudo ou arredondado). A casca é fina e lisa.                                                                                   | Ocorre no interior do sudoeste do Oregon e da Califórnia, nas montanhas Klamath, em toda a cordilheira de Serra Nevada, e nas montanhas San Gabriel, San Bernardino e San Jacinto das cordilheiras transversais do sul da Califórnia .                                |